# Герб Нагірно-Карабаської Республіки

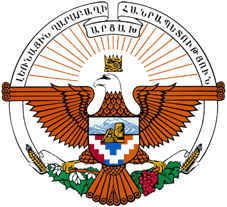
Герб Нагірно-Карабаської Республіки

Герб Нагірно-Карабаської республіки складався з орла, над головою якого знаходиться корона з орнаментом. На грудях орла щит, поділений на дві частини: у верхній — панорама гір, у нижній — вертикальне зображення прапора Нагірно-Карабаської Республіки. У середині щита зображено дві кам'яні голови з пам'ятника «Ми — наші гори», що розташований в Степанакерті — столиці Нагірно-Карабаської Республіки. У лапах орла різні продукти землеробства, включаючи пшеницю і виноград. Орла оточує стрічка з написом чорним по білому вірменською мовою «Республіка Нагірний Карабах. Арцах».